# Rue des Hautes-Formes
La rue des Hautes-Formes est une voie du 13e arrondissement de Paris, en France.

## Situation et accès
La rue des Hautes-Formes est une voie privée située dans le 13e arrondissement de Paris. Elle débute au 17, rue Baudricourt et se termine au 89, rue Nationale.

## Origine du nom
Le nom de la rue fait référence aux excavations laissées à cet endroit après la fin d'exploitation des crayères au début du XIXe siècle.

## Historique

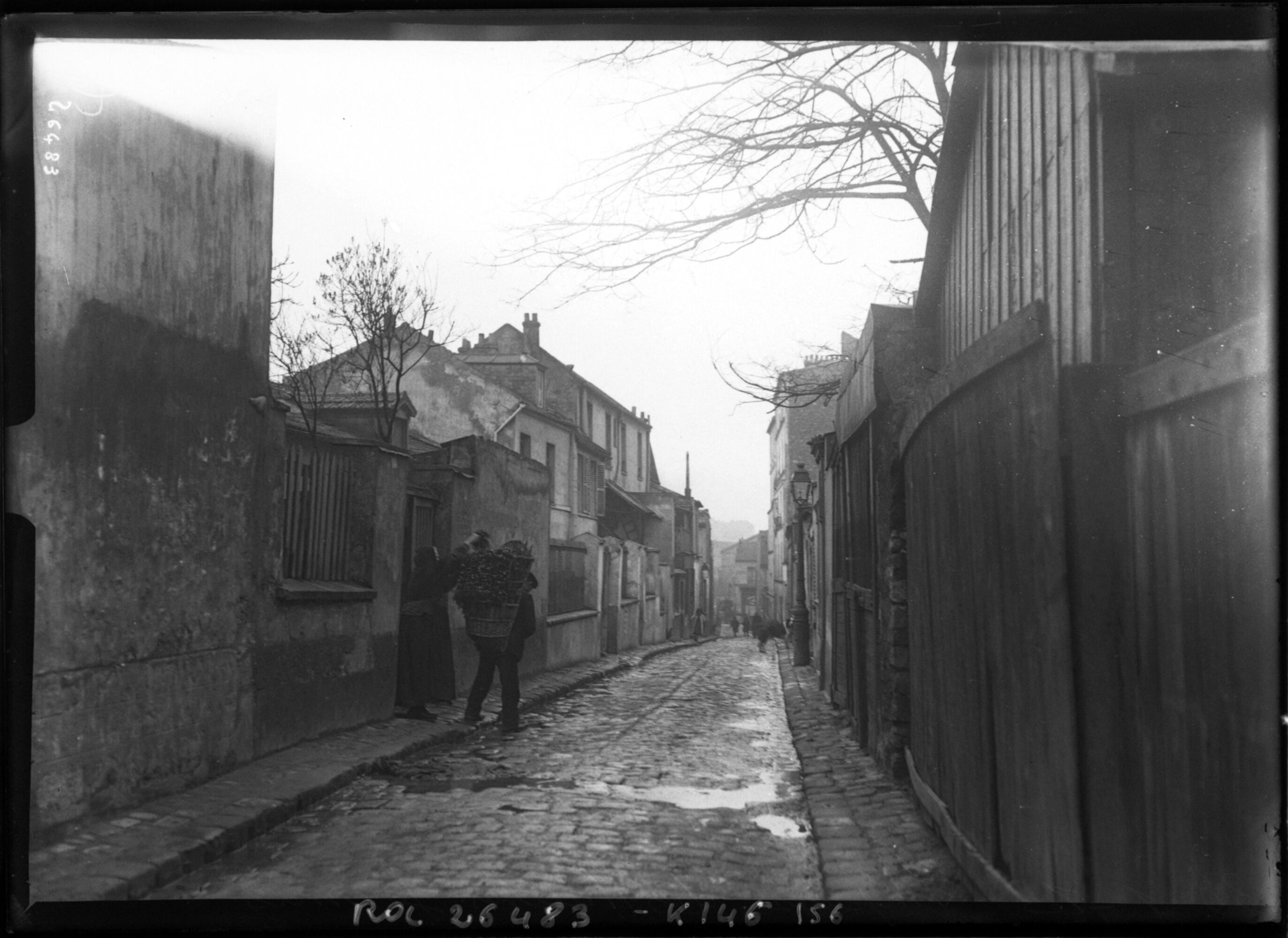
Impasse des Hautes-Formes en 1913.

Cette voie, qui reprend en partie l’assiette de l'ancien « passage des Hautes-Formes », a été restructurée en 1977 dans le cadre de l'aménagement de la ZAC Lahire, sous le nom provisoire de « voie AT/13 » et prend sa dénomination actuelle la même année.
Les HLM de l'ensemble des Hautes-Formes, construits par Christian de Portzamparc, bordent la rue.